# Vladslo
Vladslo war bis 1977 eine Gemeinde in der belgischen Provinz Westflandern und ist seitdem Teil der Stadt Diksmuide. Der ländlich geprägte Ort ist 17,33 km² groß und hat (2007) 1239 Einwohner, was einer Bevölkerungsdichte von 71 entspricht.

## Sehenswürdigkeiten
- Die Sint-Martinuskerk mit einem romanischen Vierungsturm (15. Jahrhundert); die Kirche wurde nach dem Ersten Weltkrieg wiederaufgebaut.
- Deutscher Soldatenfriedhof Vladslo

## Bilder

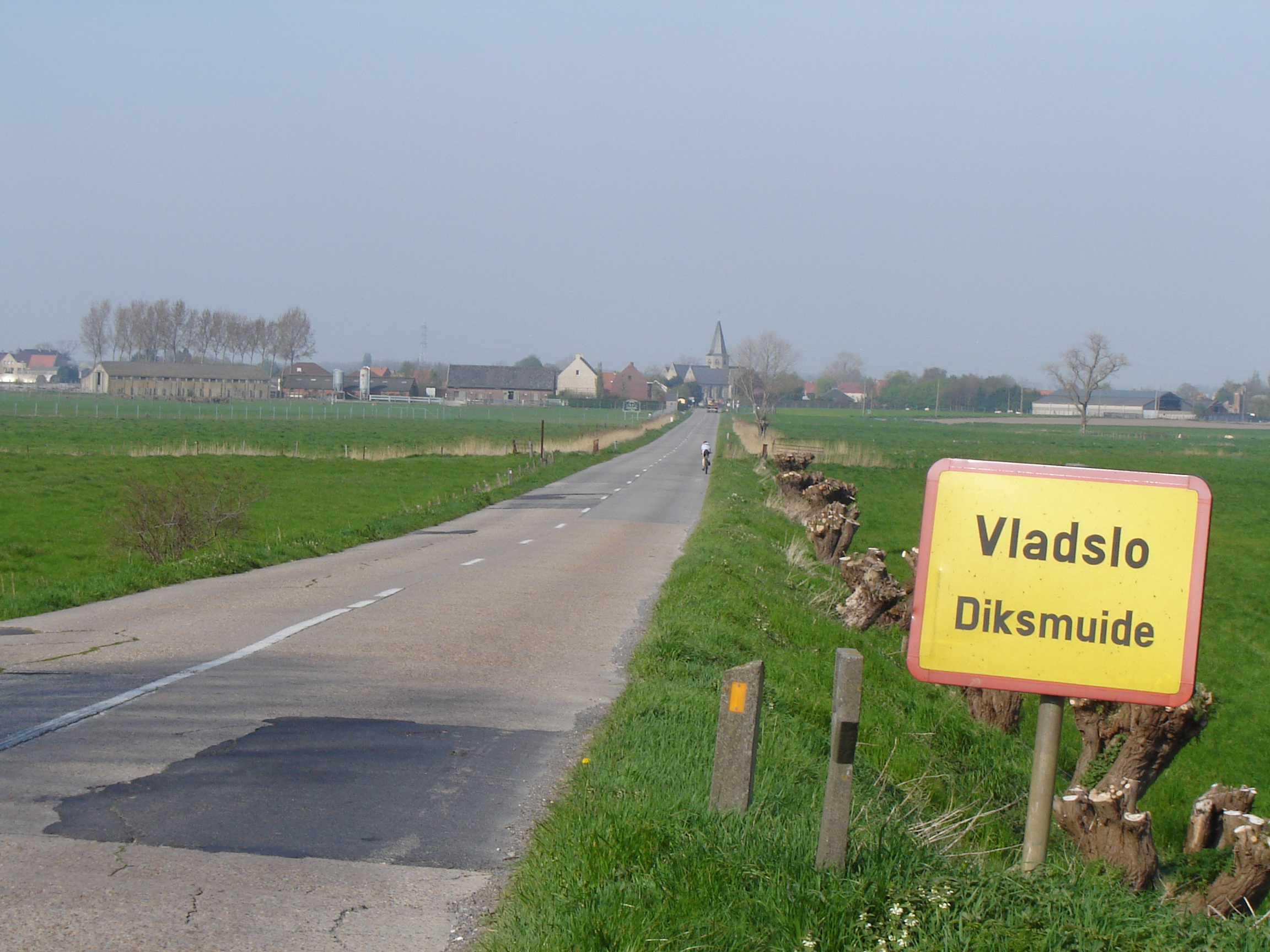
Blick auf Vladslo
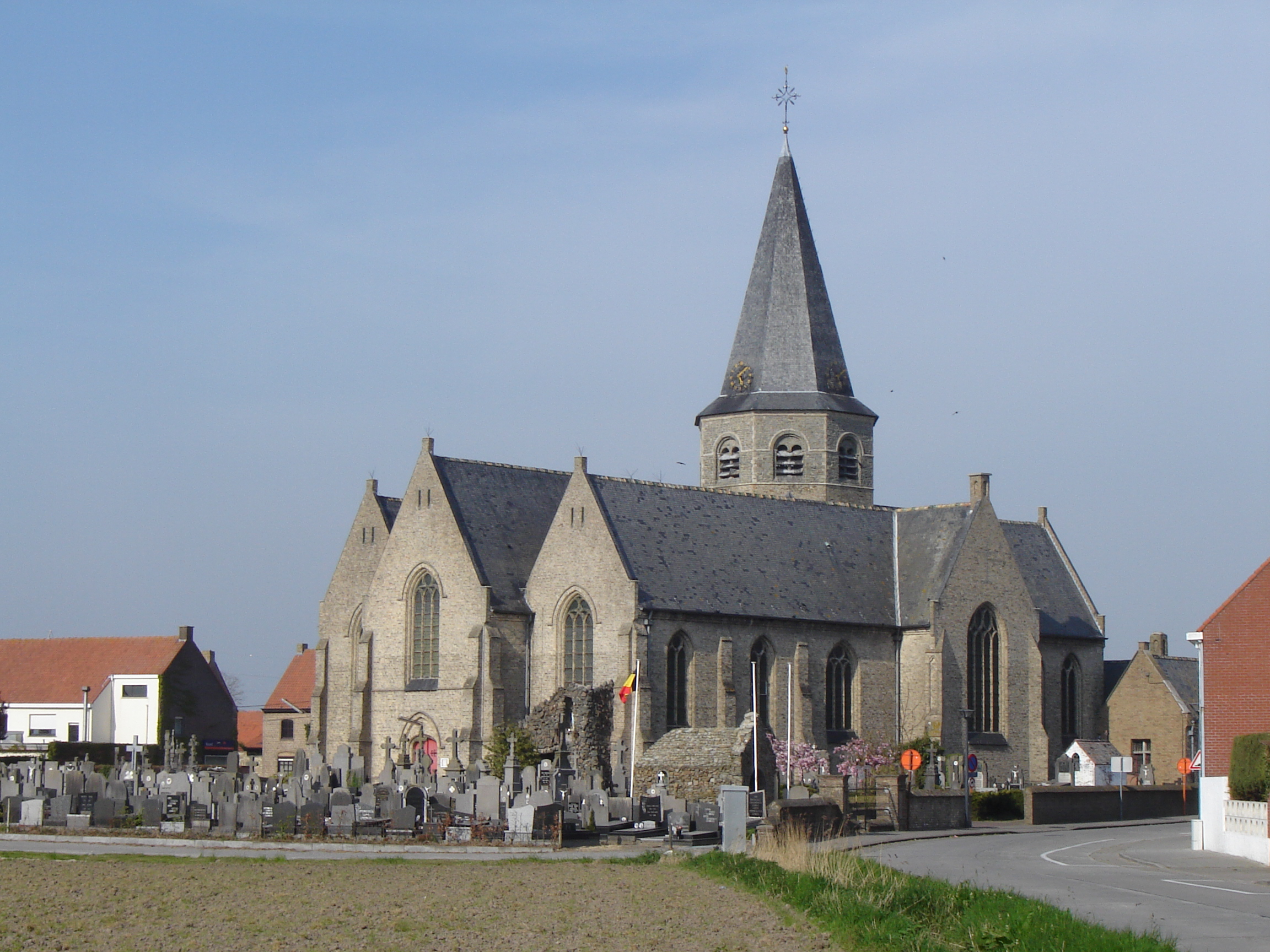
Sint-Martinuskerk
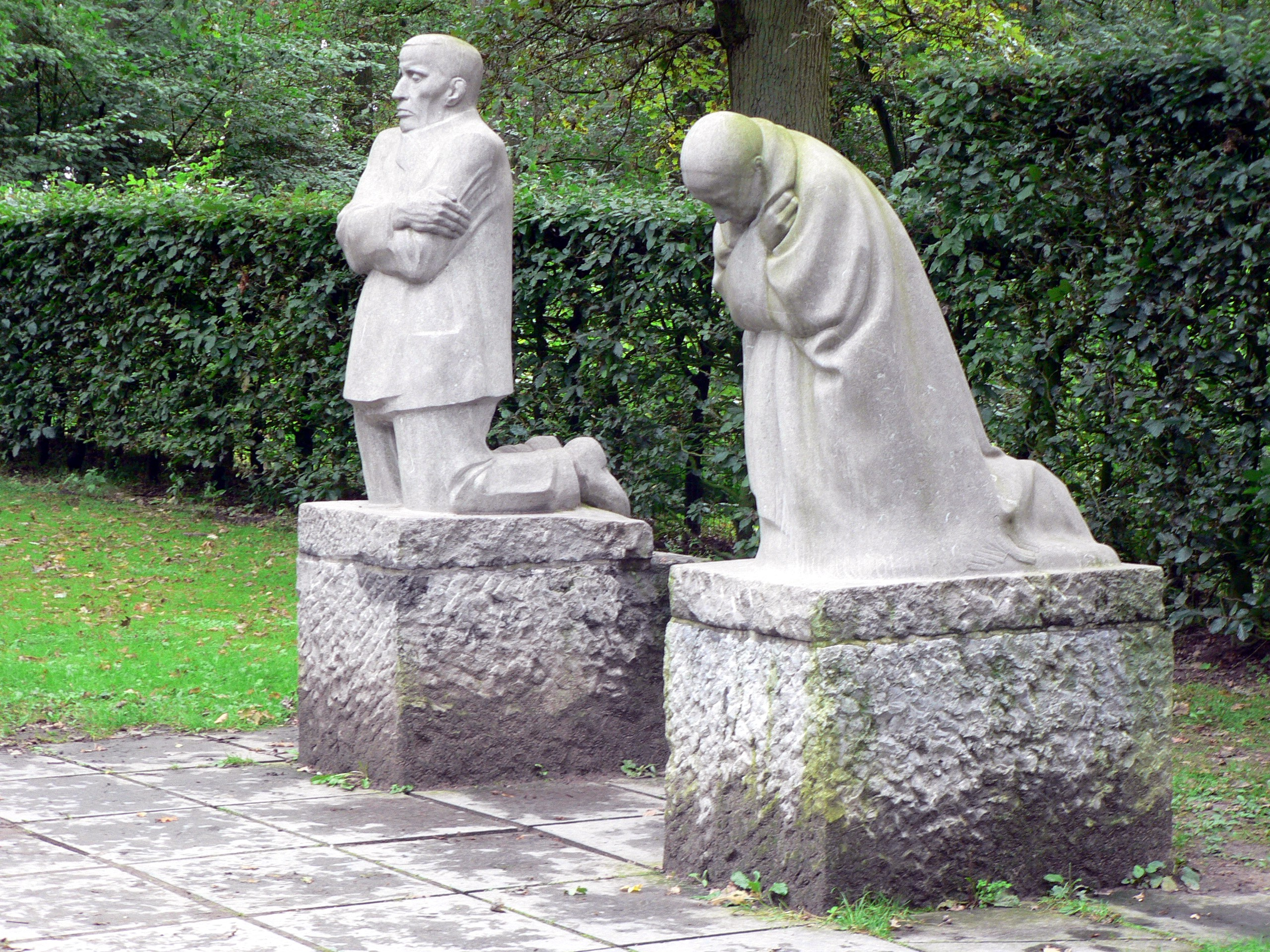
Die trauernden Eltern von Käthe Kollwitz